# Chazelet
Chazelet là một xã ở tỉnh Indre khu vực trung bộ Pháp. Xã này có diện tích 11,73 km², dân số thời điểm năm 1999 là 146 người. Khu vực này có độ cao trung bình 215 mét trên mực nước biển.
Thị trấn này nằm trong công viên tự nhiên vùng Brenne.